# آرش اشکانی
آرش اشکانی بنابر شاهنامه فردوسی یکی از شاهان اشکانی است که در شاهنامه فردوسی تنها نام آن آمده است.
در ابیات زیر حکیم ابوالقاسم فردوسی تنها نام شاهان اشکانی را می‌آورد و بیان می‌کند که تنها نامی از آنها شنیده‌ است. یکی از آنها آرش اشکانی است. که فردوسی او را نامداری بزرگ می‌خواند: 
| نخست اشک بود از نژاد قباد   |  | دگر گرد شاپور خسرو نژاد      |
| ز یک دست گودرز اشکانیان     |  | چو بیژن که بود از نژاد کیان  |
| چو نرسی و چون اورمزد بزرگ   |  | چو آرش که بد نامدار سترگ     |
| چو زو بگذری نامدار اردوان   |  | خردمند و با رای و روشن‌روان   |
| چو بنشست بهرام ز اشکانیان   |  | ببخشید گنجی با رزانیان       |
| ورا خواندند اردوان بزرگ     |  | که از میش بگسست چنگال گرگ    |
| ورا بود شیراز تا اصفهان     |  | که داننده خواندش مرز مهان    |
| به اصطخر بد بابک از دست اوی |  | که تنین خروشان بد از شست اوی |
| چو کوتاه شد شاخ و هم بیخشان |  | نگوید جهاندار تاریخشان       |
| کزیشان جز از نام نشنیده‌ام   |  | نه در نامهٔ خسروان دیده‌ام     |